# 皮爾站
皮爾站（法語：Station Peel）位於加拿大魁北克省蒙特利爾市市中心，服務蒙特利爾市中央商業區。

## 外部連結
- （法文）（英文）蒙特利爾交通局：皮爾站 （页面存档备份，存于）（英文） （页面存档备份，存于）
- （法文）（英文）：皮爾站 （页面存档备份，存于）（英文） （页面存档备份，存于），含有皮爾站的資訊、歷史、車站結構與藝術品資料。